# 山本久美 (実業家)
山本 久美（やまもと くみ、旧姓：塩澤、1967年6月6日 - ）は日本の実業家、元小学校教諭。居酒屋チェーン「世界の山ちゃん」などを展開するエスワイフード代表取締役。2016年8月に急死した夫の山本重雄に代わり、同社の経営トップに就任した。

## 来歴
静岡県静岡市で生まれ、愛知県名古屋市で育つ。小学6年でバスケットボールをはじめ、名古屋市立守山中学校に入学後はバレーボール部に入るつもりでいたが、入学前の春休み、同校に通っていた姉の学年を担当していた井上眞一が姉に、「妹がバスケをやっているんなら、練習に連れてこい」と指示し、久美はとりあえず同部の練習に参加した。いきなり練習着一式をプレゼントされるなど入部ありきの厚遇を受けた気がした久美は、井上からの誘いを半ば胡散臭く思っていたが、井上は、有望な選手にあたりまえの配慮をしたに過ぎず、久美について「彼女は小柄でしたが、バスケのスキルは当時からありました」と評した。

中学では他にも陸上競技に取り組むなどスポーツ万能な面を発揮しながら、井上の指導のもとバスケットボール部の練習に打ち込んだ。井上の練習では切磋琢磨ではあっても「1年生はボール拾いや声出しばかり」のような封建的指導がなく、久美がのちに経営者となってからはビジネスにおいても、「新人は下積みばかり」ではない人材育成の強化に繋がったという。こうして久美が入部した1980年、井上率いる同部は、女子の全国中学校バスケットボール大会を制した。
久美が2年になると、あるとき3年生との校内の練習試合で2年生のチームが勝ってしまい、それに憤慨した井上はキャプテンを久美に交代させ背番号『4』を背負わせた。同部は久美が在学中、女子の全国中学校バスケットボール大会で3連覇し、その後も制覇は続いた。ただ、久美の身長が他の選手と比べると155センチと低く、高校ではレギュラーにすらなれないのを懸念した井上は、バスケットボールだけにとどまらない広い視野での高校進学を勧めた。バスケットボールとは半歩距離を置くことになった名古屋市立向陽高等学校での高校生活を経て、薫陶を受けた井上の影響もあって教師になるのを目指した久美は愛知教育大学へ進んだ。

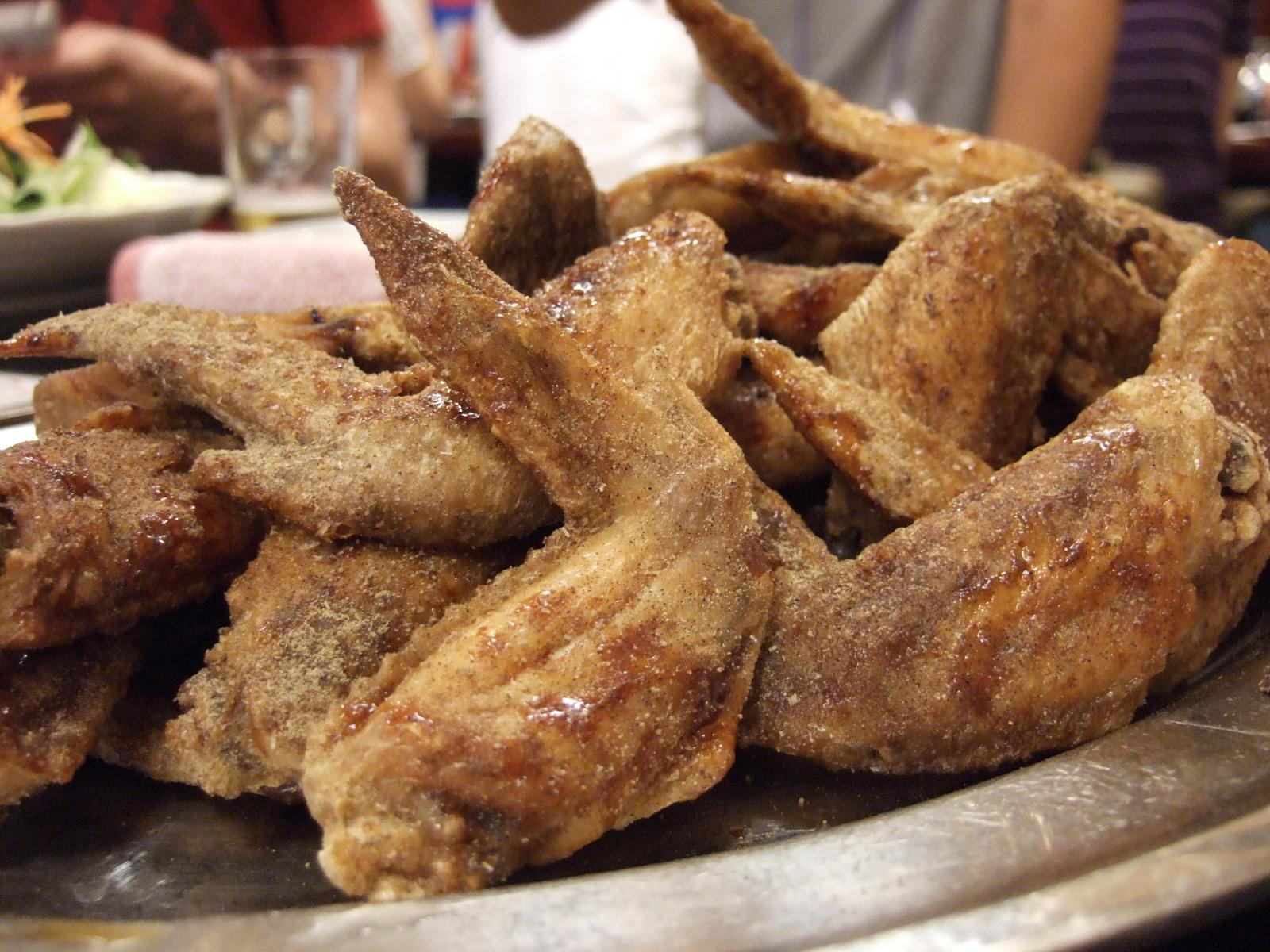
山本重雄が開発した2度揚げでカリッと仕上げる手羽先唐揚げ

大学1年となったある日、一足先に社会人になっていて、バスケットボール部のマネージャーだった友人から「メッチャ面白くて美味しい店がある。連れていってあげる」と言われ、向かった先が名古屋市中区栄の繁華街、住吉に構える居酒屋「山ちゃん」であった。ビルの奥まったところにある「ちょっと怪しげな店」に入ると、店主が開発したピリ辛の手羽先唐揚げや当時は珍しい生のままサラダで出てきたホウレンソウを味わった。店主はのちに久美の夫となる山本重雄であったが、この時点ではまだ「世界の山ちゃん」が頭角を現す時期を記憶するにとどまり、二人は互いの道を目指しながらすれ違った。
大学卒業後、教師となった久美は名古屋市立猪高小学校に赴任した。中学の教師になって全国大会レベルのバスケットボール部の指導をしたい、との思惑が外れた配属であったことから、バスケットボールのことは封印していたが、どこからか噂が広まり、その年の夏には同校バスケットボール部の主任顧問の補助役を引き受ける運びになるが、主任顧問の教師が病気による休職を経て他校へ異動となったため、1年後には代わりを任されることになった。その傍ら小学生でもクラブチームであれば全国大会のあるミニバスケットボールで地元「昭和クラブ」の指導に携わる。当時については他方で、zakzakによれば久美は同クラブの「コーチ」を務めたとされている。

久美は恩師井上と自分をだぶらせては熱血指導にあたり、陰で「デビル塩澤」などと言っては恐れていたという児童たちも期待に応えて練習に励み、久美を監督とするミニバスケットボールの男子チームは3度の全国制覇に輝いた。
クラブチームの指導に携わるようになって5年目、全国大会の戦力均衡を図るため、1つのチームには4つの小学校の児童しか登録できないルール（4校制）が制定されることになり、選りすぐりメンバーで成り立っていたチームの編成を直撃した。久美は30歳になっていた。やがて「昭和クラブ」からは手を引いた。
ほどなくして知人から「居酒屋の社長さん」「面白い人」として交際を勧められた相手が、18歳のときに「食べたことがない味」のピリ辛の手羽先唐揚げや生のホウレンソウを味わった思い出のある居酒屋の店主、山本重雄であった。「世界の山ちゃん」は当時10店舗を展開するほどの有名店に成長していた。二人の正式な交際が始まると根は物静かだが迅速果断、学校の同僚たちには見られない重雄の一本気なところに久美は惹かれていった。2000年3月をもって猪高小学校を退職、重雄からの助言もあり、同校で続けていたバスケットボール部の指導もやめた。出会ってから半年ほど経った同年5月に32歳で重雄と結婚、同時にエスワイフード取締役に就任した。店内掲示用かわら版通信の制作を手掛ける以外には同社の経営には一切関わらず、専業主婦に専念し、2001年に33歳で長女、36歳で次女、41歳で長男を出産した。
2016年8月21日、仕事に出るために5時ごろ起きてリビングに向かった重雄が、普段ならもう家を出ている時間を過ぎ、6時ごろになっても出かける気配がないのに気付き、様子を見に行くとぐったりしていた。重雄は搬送先の病院で大動脈解離により59歳で死去した。予兆らしきことはまったくなかったという。自分に何かあった時の代役・後任の話も誰にもしていなかった。重雄が亡くなったことで久美がすぐに思ったのは、これからの家庭のことだった。子どもたちはまだ中学3年と中学1年、小学2年と子育ての真っただ中であった。
一方で、病院に駆け付けた取引先の様子を察した管理職からの要望もあり、エスワイフードの未来も自分自身にかかっているのを意識させられる。同社が8月末に決算日を設定している都合上、重雄の死去1週間後には代表取締役となるのを決め、同月中に就任を果たした。取引先や経営コンサルタントからは素人に経営は務まらないだろうからなどと言われ、盛んに会社の身売り話を持ちかけられるが、かえって自分の無力に憤るようではいけないと思い、そこでスポーツの勝負の世界とチームを振り返り、トップに立って会社をまとめていく覚悟を決めた。のちに当時を語った久美は、新卒教師を経験しただけの自分には会社とはどういうものか知る由もなく、「むしろ、会社に勤めた経験があったら、『やる』とは言わなかった気がします」としている。
重雄は生前、生まれ育った岐阜県に店を出し「故郷に錦を飾りたい」との夢を語っていた。2017年9月29日、久美は岐阜市長住町に岐阜長住店をオープンさせ、創業者で夫の遺志を継いだ。

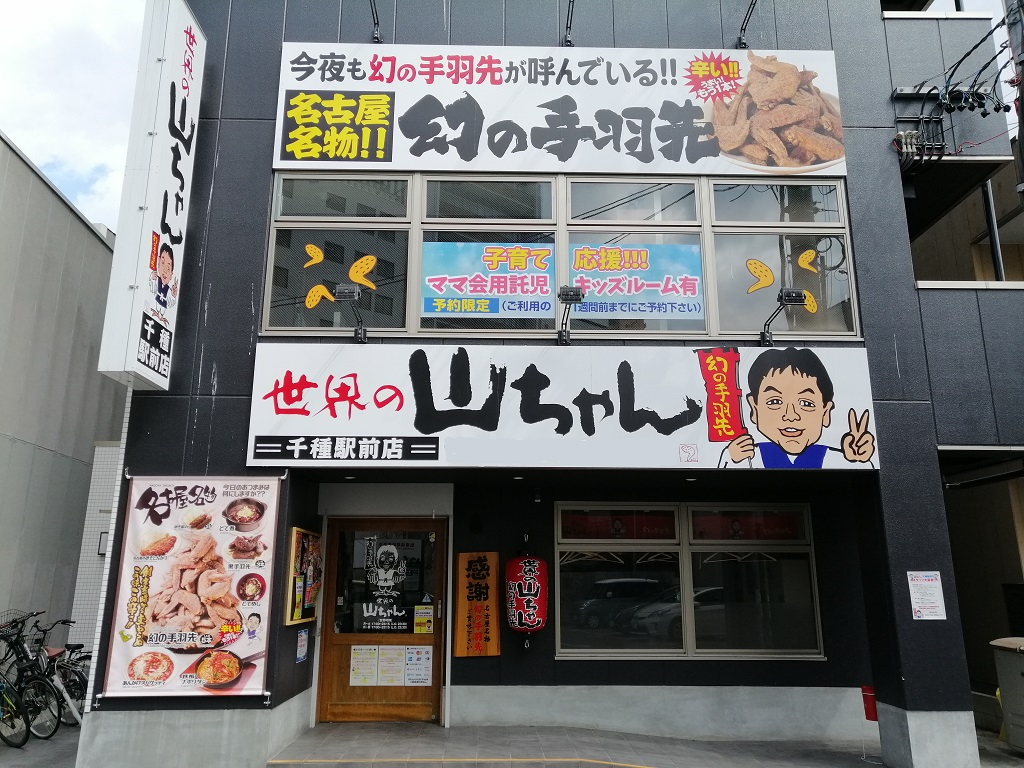
母の視点からママ会のためのキッズルームを備えた千種駅前店

久美が経営トップの座を引き継いでからちょうど3年の2019年8月期決算では、会社の売上高は81億円となり、過去最高に伸ばした。
2020年になり、会社は飲食業界に大影響を及ぼしたコロナ禍の打撃を受けた。長女は大学生、次女は高校生になっていたが、長男はまだ小学生だった。店は行政による営業制限の要請を受けての休業を余儀なくされ、ひどいときには売り上げは前年と比べて9割減に陥った。それでも給料は全額支給する方向で調整し「わが子同然」だという従業員の生活を守った。苦渋の選択ではあったが2021年になるころまでには10店舗以上の一部の店を閉め、中長期的観点から難局をしのぐことになった。
主力の業態を直撃する居酒屋離れが深刻化する時期の中で、久美が目を向けているのは持ち堪えを見込んだ既存のレストランやカフェなどの事業展開であり、転換期として「今後も会社を存続し、損失を取り戻すために必死で頑張らなくてはなりません」と語っている。具体的な新事業の例では、コロナ禍を乗り越える方策として干物やおばんざいといった、酒の提供だけでなく食事処のニーズに対応できるメニューの店やフレンチトースト専門店を開業した。また、「山ちゃんブランド」を活かした多角化戦略にも怠りがなく、「店舗を持たない方法」に着目した上でカスタマージャーニーを取り入れ、「幻の手羽先」の冷凍食品の商品化やキッチンカーによる移動販売、異業種コラボレーションに見られる水平展開を図った。

## 人物
亡き夫で創業者が残した言葉に「立派な変人たれ」という信条があり、それに人を繋ぐ「笑い」や新しいことに挑戦していく「変化」があるのを見出した久美は、指針として会社の企業理念の一部にしている
。夫はあるとき、多忙な業務により新たな課題に直面している社員の緊張を解くために、社内会議の場に七色のアフロヘアーのかつらを被って「大真面目に出席した」と聞いており、久美はそういった夫の非凡な人柄を社風として受け継ぐのが、妻ならではの役目であるとしている。
前述の店内掲示用かわら版通信とは題字を「てばさ記」とするもので、結婚後に夫から「料理を待つお客さんの気が紛れるように」と頼まれたのに応じたのが発行のはじまりとされている。店の看板で夫がモデルのイメージキャラクター「鳥男」をあしらい、すべて久美よる手書きで月に一回のペースで休むことなく続け、2020年4月で233号（約19年半）にも及んだ。
教師の仕事をきっぱり辞めて結婚してから、内助の功に励んで夫を支え専業主婦であり続けた所以は、「私はもともと結婚したら家庭に入るのが夢で、家族が憩える場をつくることが幸せだと思っていました」と語っており、切羽詰まった中で「これも運命」と会社経営を引き受けはしたが、亡くした父の分も母として家庭のことを常に省みながら、もしも安心してトップの座を交代する目途が立てば、子どもたちと過ごす時間を取り戻したい思いもあるのだという。日曜日には長男の父の代わりにキャッチボールの相手をしていた。
出身校である名古屋市立向陽高等学校の同学年に歌手の岡田有希子、1学年上に元東京都議会議員の木下富美子がおり、また、同校はカドヘリンの発見者の竹市雅俊やノーベル物理学賞受賞者の益川敏英を輩出していることでも知られ、愛知県内でも有数の進学校に数えられている。
地元が同じで中学から久美のことを知っていて、大学に進んでからは大の仲良しとなった女友達によると、昔からけっこうおちゃめな乙女であるのは今も変らず、プライベートでは心配になるほど方向音痴で目が離せないところもあり、かつては放っておけずバスケットボールの遠征先に付き添っていったという。久美によると、夫は家庭では「おっちょこちょいな私がどんなにミスをしても、一度も責められたことがないんです」といい、会社でも利益追求を社員に強要することは一切なかったという。
趣味は「お菓子づくり」で、フルーツケーキから栗きんとんまで季節ごとの素材を活かしたこだわりがあるのだという。そういったこともあり、代表取締役に就任後は店では女性や家族連れの客に受けがいいデザートメニューを増やした。他にも本格的に取り組んでいる家庭菜園を挙げており、夏野菜の収穫時期には、ほとんど自給自足で間に合っているとし、「何でもそうですが、手をかければ手をかけるほど、必ず（成果が）返ってくる点ですね」と話している。しかし経営者となってからは、主婦業やその合間の趣味・自由時間などの日課は9時間半に及ぶ勤務時間へ置き換わり、さらに通勤や寝る前と起きてからのメールチェックにあてる時間を確保するなどすると、睡眠時間を以前の6時間から4時間に圧縮するよりほかなく、家族団欒の時間もそれなりに減った。

## 著書
- 監修本 『まんがでわかる世界の山ちゃん成長の極意 上』コラボレット, のんだひろみ 作画、ゴマブックス、2020年11月。ISBN 978-4-8149-2237-6。
- 監修本 『まんがでわかる世界の山ちゃん成長の極意 下』コラボレット, のんだひろみ 作画、ゴマブックス、2021年5月。ISBN 978-4-8149-2241-3。

## テレビ出演
- 日経スペシャル カンブリア宮殿【 名古屋から世界へ 異色チェーンの快進撃に迫る! 】（2025年7月31日放送、テレビ東京系列）[25]